# ヌエハゼ
ヌエハゼ(鵺鯊、Siphonogobius nue)は、東日本の太平洋沿岸に分布する、日本固有のハゼの一種。ヌエハゼ属 Siphonogobiusには本種のみが含まれる。種名は妖怪の鵺に由来する。

## 形態
最大で全長14センチメートル。チチブ類に似たずんぐりとした体形で、頭部は大きくて幅が広く、両眼の間隔も広い。胸鰭の上部に多数の遊離軟条を持つ。体色は暗く、背側は暗褐色から黒褐色で、腹側にかけて淡い色となる。頭部と胴には黒褐色の斑が散在し、胸鰭基部の上端近くに眼と同大の黒い斑点がある。頬部には赤みがかった黄色の小斑が散在する。
異なる複数のハゼ類に似た形質を併せ持つことから、和名と種小名はさまざまな動物の部位を併せ持つ妖怪の鵺にちなんで命名された。属名のSiphonogobiusは単純な管状の眼窩下管を持つことに由来し、ギリシャ語で管を意味するshiphonosとハゼを意味するGobiusを合わせて命名された。

## 分布
日本固有種であり、福島県から静岡県にかけての太平洋沿岸に分布する。これまでに福島県、茨城県、千葉県、神奈川県、静岡県から記録があり、その分布は黒潮の流域に沿っている。

## 生態
波当たりが強く、均質な粒径の砂や礫からなる底質の海岸にみられ、水深2メートル以浅の転石や消波ブロックの周辺に生息する。雑食性で、海藻やヨコエビ類、等脚類を食べる。産卵期は不明だが、7月に成熟した雌が得られている。

## 系統と分類
本種はヌエハゼ属唯一の種として1998年に記載された。ハゼ科のオクスデルクス亜科に分類される（オクスデルクス亜科を独立の科とする場合もある）。
外見上は類似しないが、骨格系の特徴などからキヌバリ属に近縁と考えられている。